# یوری ویرت
یوری ویرت (اوکراینی: Юрій Миколайович Вірт؛ زادهٔ ۴ مهٔ ۱۹۷۴) بازیکن فوتبال اهل اوکراین است.
از باشگاه‌هایی که در آن بازی کرده‌است می‌توان به باشگاه فوتبال شاختار دونتسک و باشگاه فوتبال متالورگ دونتسک اشاره کرد.
وی همچنین در تیم ملی فوتبال اوکراین بازی کرده‌است.